# Misato (pueblo de Saitama)
Misato (美里町 Misato-machi?) es un pueblo en la prefectura de Saitama, Japón, localizado en el centro-este de la isla de Honshū, en la región de Kantō. El 1 de marzo de 2021 tenía una población estimada de 10 783 habitantes y una densidad de población de 323 personas por km².

## Geografía
Misato está localizado en el oeste de la prefectura de Saitama, en la parte alta del río Arakawa, a unos 70 kilómetros del centro de Tokio. Limita con las ciudades de Fukaya y Honjō y con los pueblos de Yorii y Nagatoro.

## Historia
Las villas de Mastuhisa, Ozawa e Higashikodama se crearon dentro del distrito de Naka el 1 de abril de 1889. El distrito de Naka fue abolido en 1896 y pasó a formar parte del distrito de Kodama. Las tres villas se fusionaron para formar Misato el 1 de octubre de 1954 y fue elevada al estatus de pueblo el 1 de octubre de 1984.

## Demografía
Según los datos del censo japonés, la población de Misato se ha mantenido relativamente estable en los últimos 50 años.
| Gráfica de evolución demográfica de Misato entre 1940 y 2015 |
|                                                              |
| Oficina de Estadística de Japón                              |